# Gedoornd populierenhaantje
Het gedoornd populierenhaantje (Zeugophora subspinosa) is een keversoort uit de familie halstandhaantjes (Megalopodidae). De wetenschappelijke naam van de soort werd in 1781 gepubliceerd door Johann Christian Fabricius.